# Ворона масть

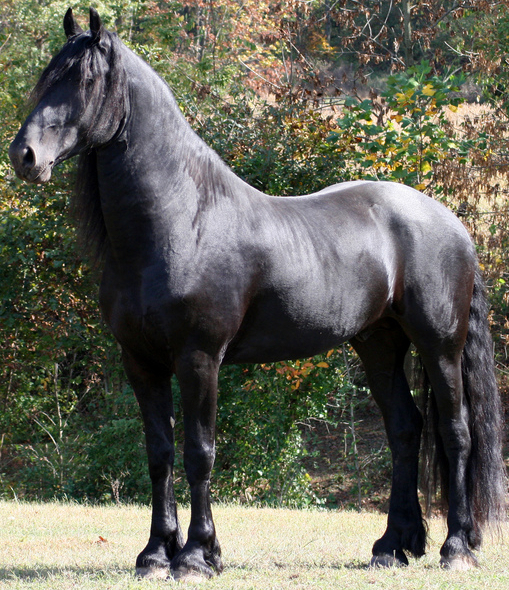
Вороний кінь фризької породи.

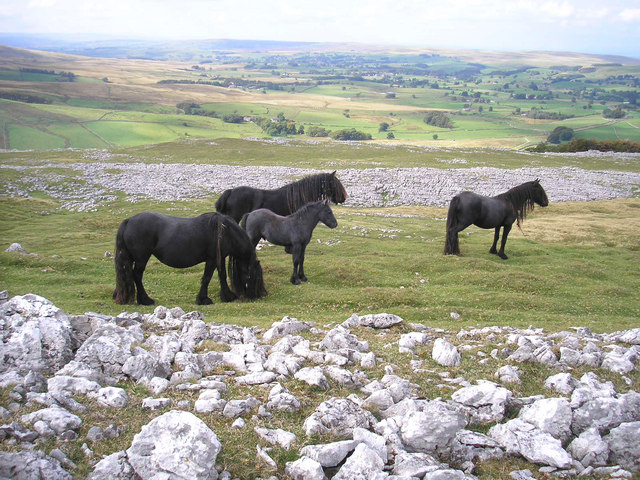
Фелл-поні вороної масті.

Ворон́а масть — одна з базових мастей коней, що характеризується наявністю лише одного типу пігментів, це еумеланін, меланін, що відповідає за чорний колір шкіри, шерсті та волосся. Вороні лошата зазвичай народжуються темно-сірими, коричнево-сірими чи попелястого кольору, згодом колір шерсті змінюється на звичний темний та насичений чорний колір вороної масті.

## Опис

### Головні ознаки
- Рівномірне чорне забарвлення голови, тулуба, кінцівок, гриви і хвоста, крім винятків, коли на колір шерсті чи волосся впливають зовнішні фактори.
- Зовнішні фактори — чинники, що спричинюють візуальні зміни. Це, наприклад, дія сонячного випромінювання, коли шерсть "вигоряє" на сонці, перетворюючись з чорного на бурий, брудно-рудий, а іноді і жовтий колір. Не зважаючи на дію зовнішніх факторів, тип пігменту у генетично вороних коней завжди один, еумеланін.

### Відтінки вороної масті
Відтінки — лише візуальна характеристика масті коней, що не має генетичного підпорядкування, оскільки відтінок однієї і тої самої масті може суттєво змінюватися під впливом навколишнього середовища та на різних стадіях розвитку організму (впродовж життя коня). Виділяють наступні відтінки вороної масті коней:
- Ворона в засмагу
- Ворона
- Ворона, що не вигоряє

Щоб відрізнити ворону в засмагу масть від темно-гнідої, потрібно подивитися на ніс коня і область навколо очей, якщо в цих місцях шерсть рудувата, то масть темно-гніда або каракова, в той час як справжня чорна шерсть властива тільки вороним коням. Це можна пояснити тим, що шерсть на голові коня майже не схильна до знебарвлення від несприятливих факторів навколишнього середовища, на відміну від шерсті на тулубі, яка часто вигоряє. Щоб відрізнити ворону масть від темно-рудої чи бурої достатньо подивитися на ноги – якщо вони руді біля вінчика, мають нерівномірні розводи справжньої рудої та темнішої від рудої шерсті, то це – руда. Будучи дорослими, вороні в засмагу коні іноді вигорають незалежно від погоди. Вороні коні, які не вигоряють, змінюють забарвлення тільки в особливо несприятливих умовах, а лошата такої масті народжуються димчастими або вороними з синюватим відливом. За особливих умов освітлення такі коні навіть дорослими можуть здаватися тонованими синім відливом, за що їх прозвали воронячими (колір воронячого крила) – raven black в перекладі з англійської.

## Поширення
Ворона масть зустрічається в більшості порід і в деяких породах є єдиною, наприклад, у фризької, у коней породи мургез. У кладрубської породи є тільки дві масті - ворона і сіра. Деякі породи спеціально були виведені без вороної масті, наприклад, суффольський ваговоз, донський кінь, хафлінгер.

## Ген Extension
За ворону масть відповідає домінантний алель ("Е") гену Extension. Цей ген є своєрідним перемикачем між вороною та рудою мастю. Немає фенотипової різниці між домінантною парою алелей Extension (EE) та гетерозиготою (Ee), обидві пари відповідають за синтез еумеланіну. Лише тоді, коли цей ген знаходиться в рецесивно-гомозиготному стані (ее), синтезується інший тип пімгенту – феомеланін. Коні з генотипом ЕЕ або Ее мають фенотип вороної масті, окрім випадків, коли присутні інші гени, що впливають на масть коня. Ворона масть є однією з базових, це означає, що вона також відповідає за конкретні похідні масті: попільно-ворону, ізабелову (попільно-кремову), мишасту (вороно-саврасу), вороно-рябу, вороно-чубару, ірисово-ворону, класичну шампанську, вороно-чалу та їх комбінації, навіть у сірої та білої мастей вона може виступати базовою мастю (окрім випадків, коли базова масть руда або гніда).

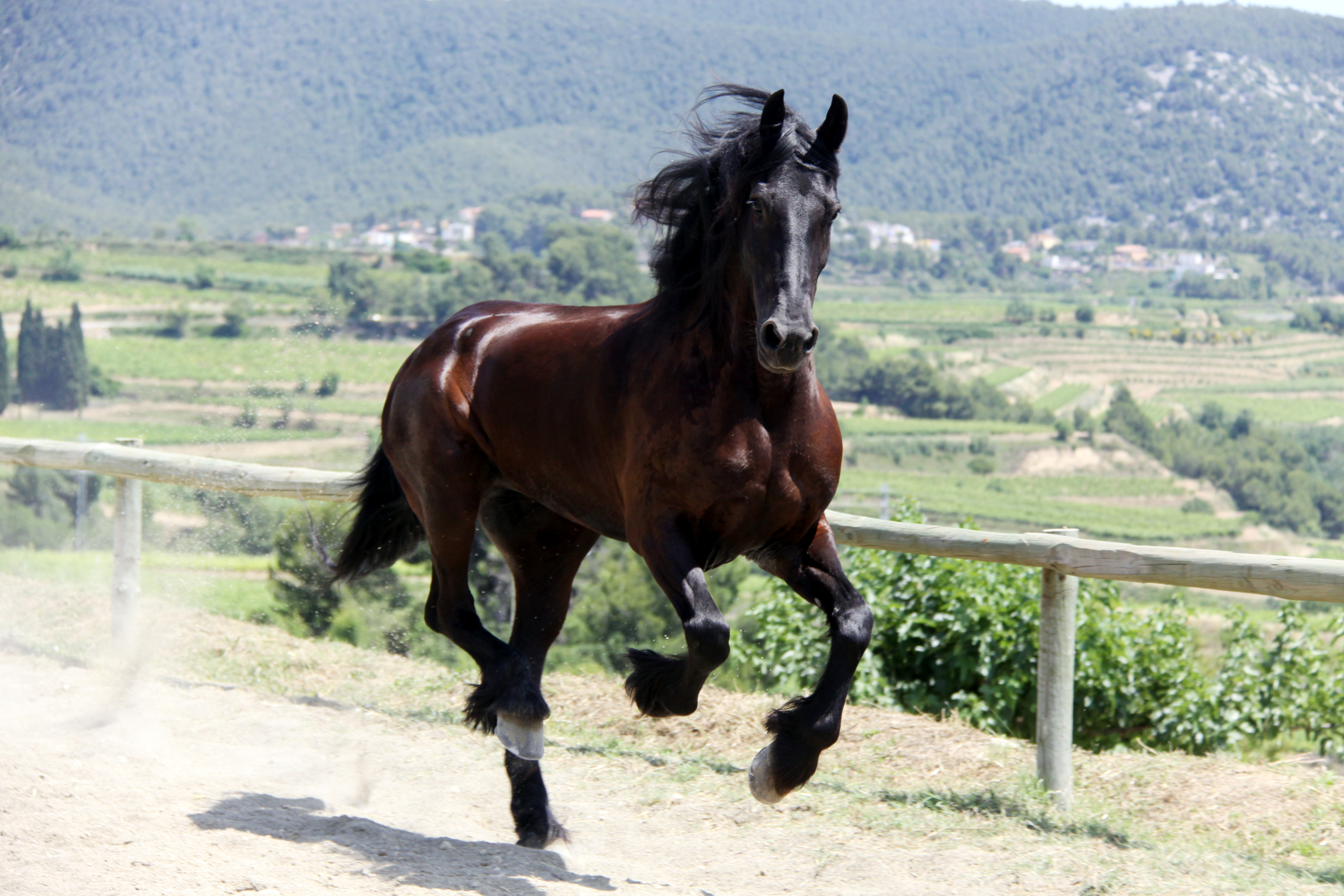
Ворона в засмагу масть, кінь фризької породи.

## Символізм
Коні вороної масті представлені в багатьох видах мистецтв, особливо геральдиці і живописі. Раніше коні часто з'являлися у витворах мистецтва протягом історії, особливо як зображення бойових коней та вірних супутників князів та імператорів. В сучасному мистецтві коней можна помітити у творах присвячених спорту або в ностальгічних сільських сценах. Коням з чорним, як смола, кольором шерсті та волосся протягом тривалого часу приділяли особливу увагу і наділяли їх містичними властивостями, зокрема на картині «Чотири вершники Апокаліпсису» вороний кінь символізує смертоносну силу і страшенну могутність.

Коні вороної масті в живописі.
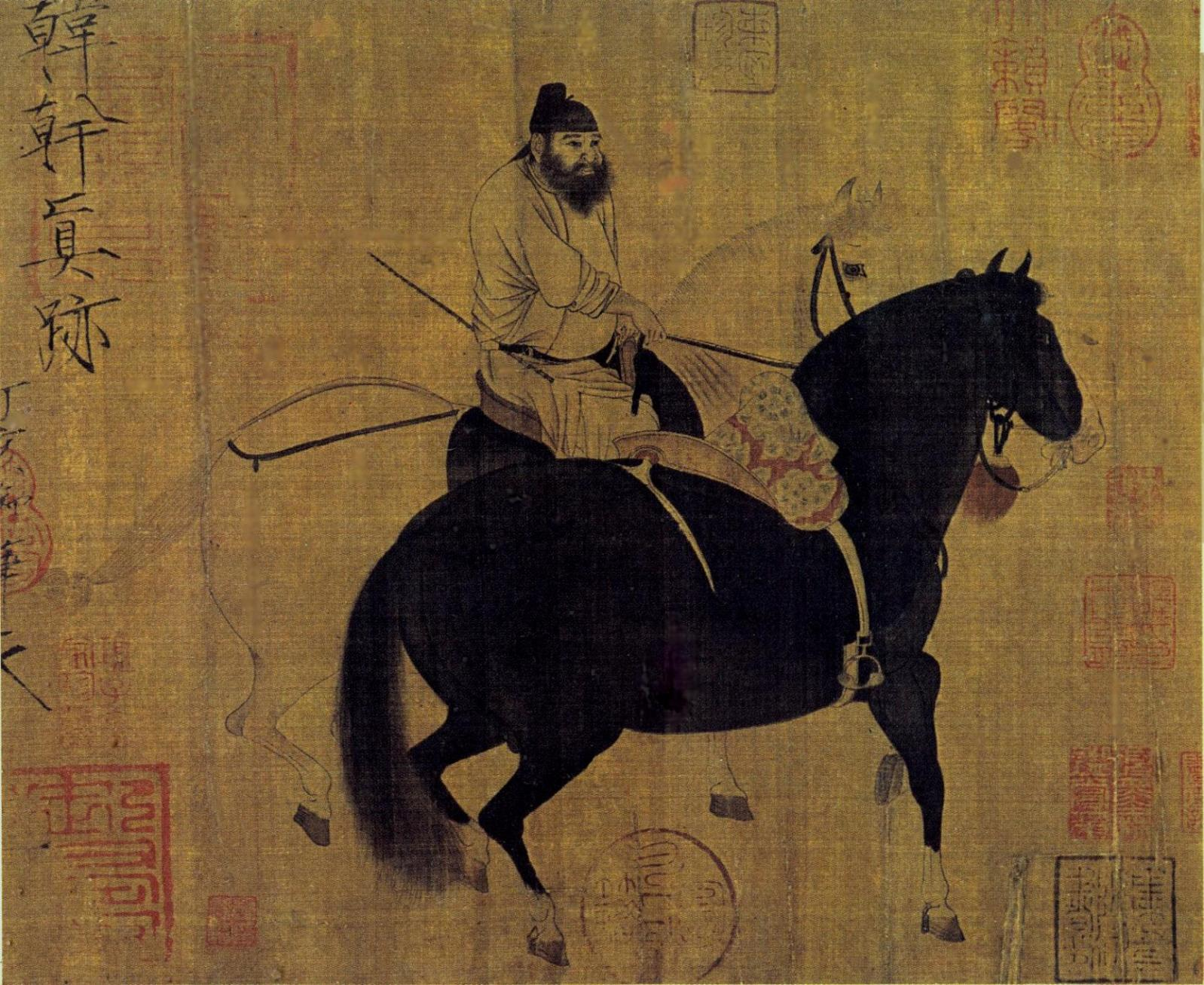
Вершник веде вороного коня, 8 ст., Хань Гань.
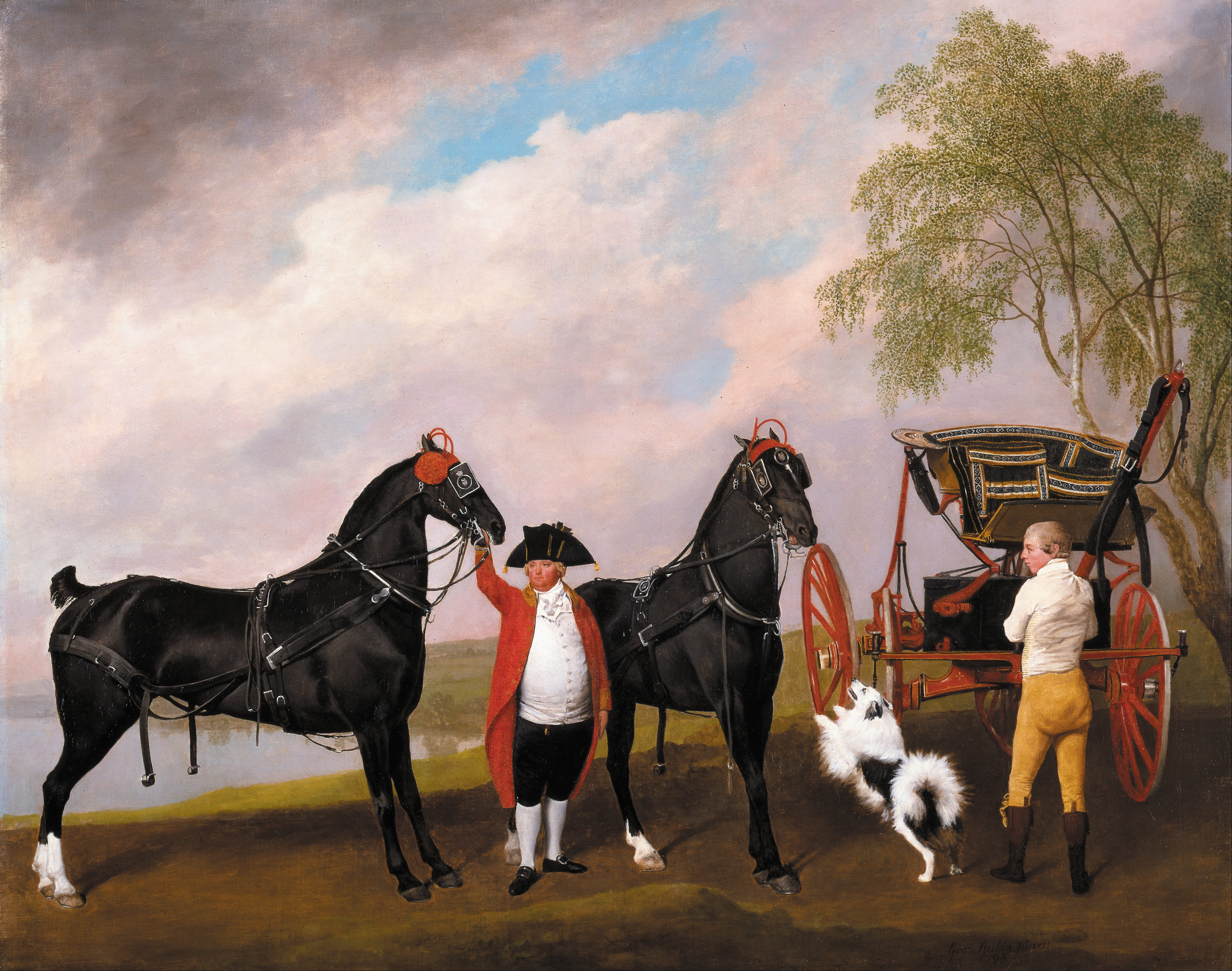
Фаетон принца Уельського, 1793, Джордж Стаббс.
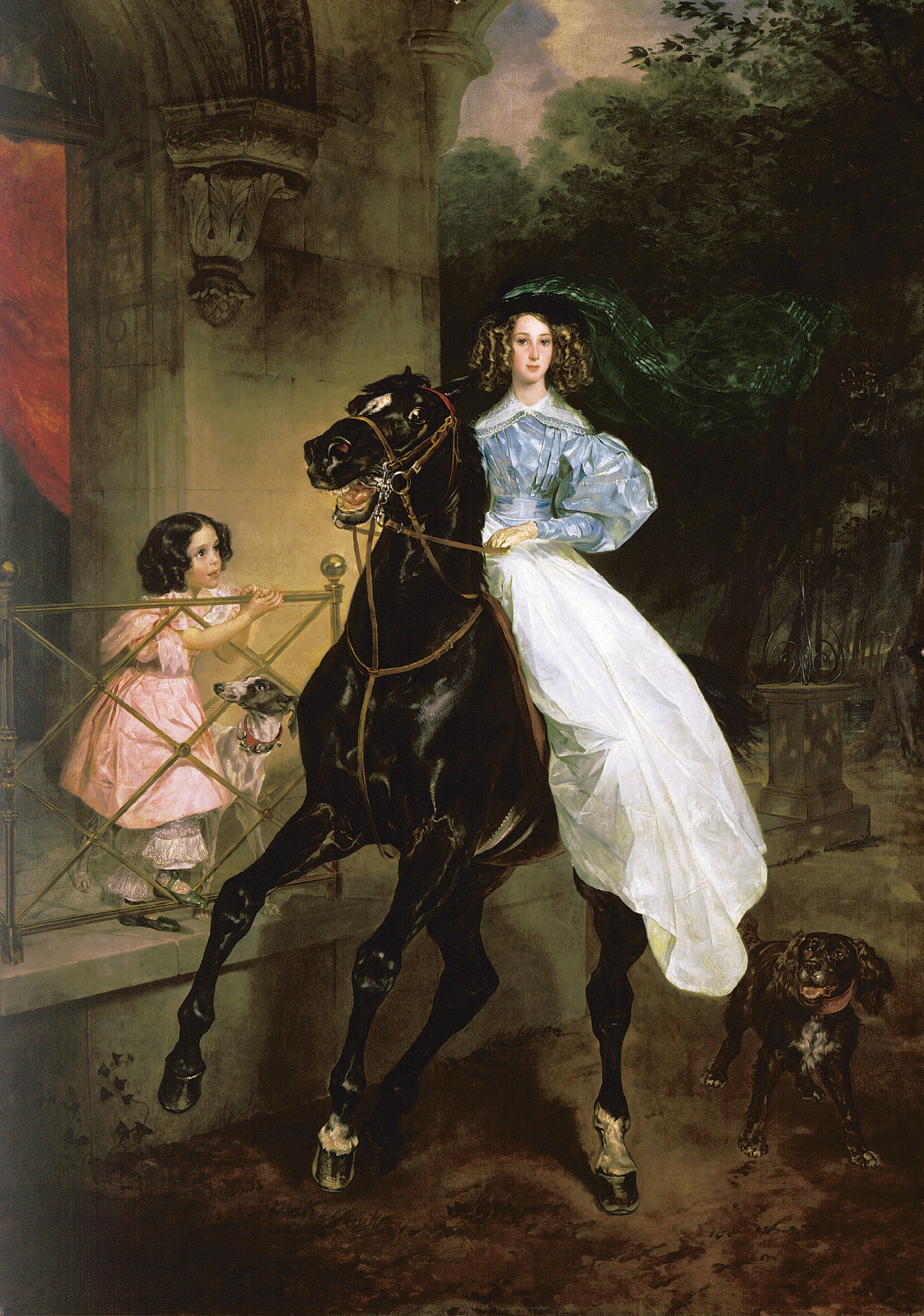
Вершниця, 1832, Карл Брюллов.
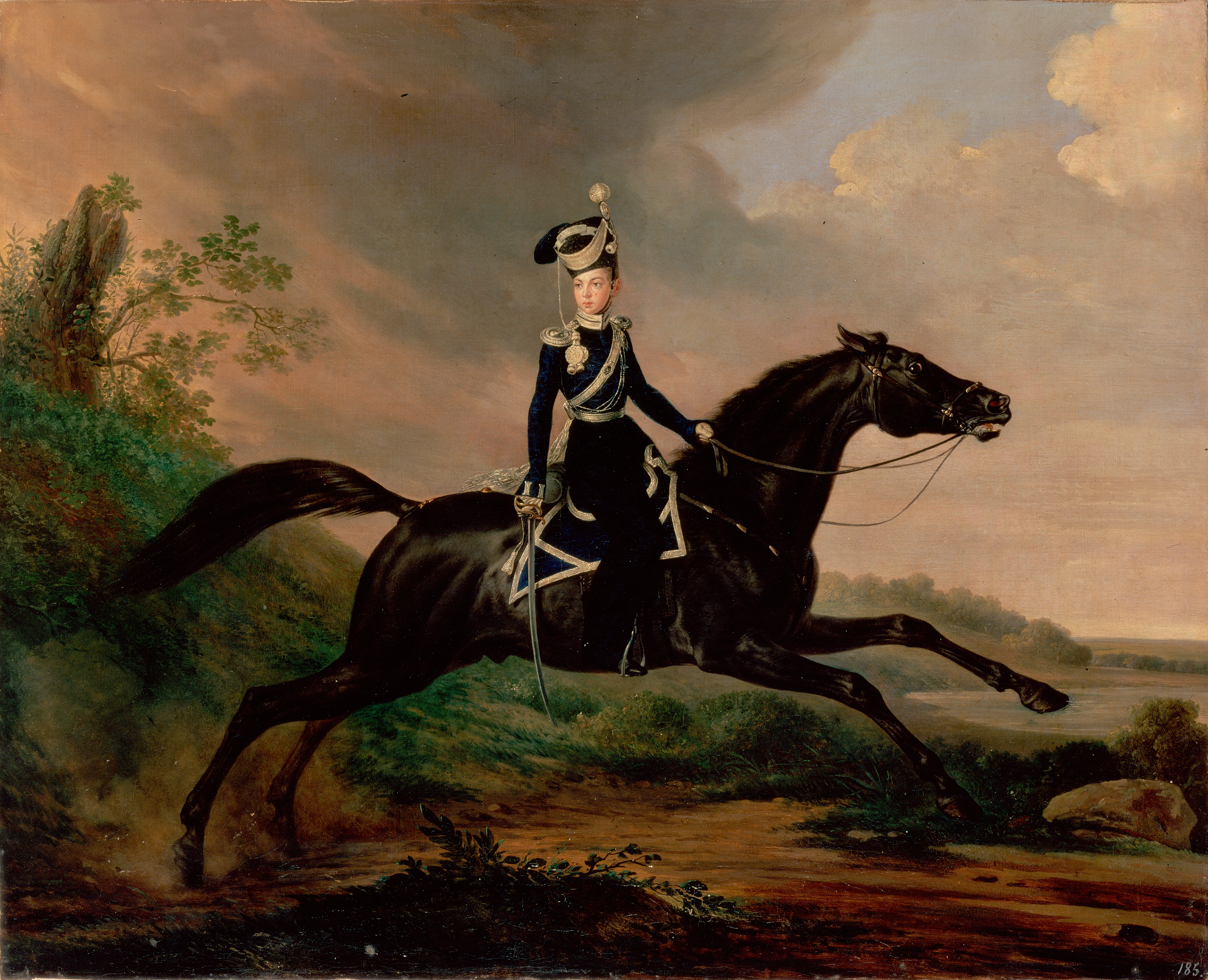
Кінний портрет князя Олександра Миколайовича, 1832, Франц Крюгер.
Фаріс, 1836, Януарій Суходольський.
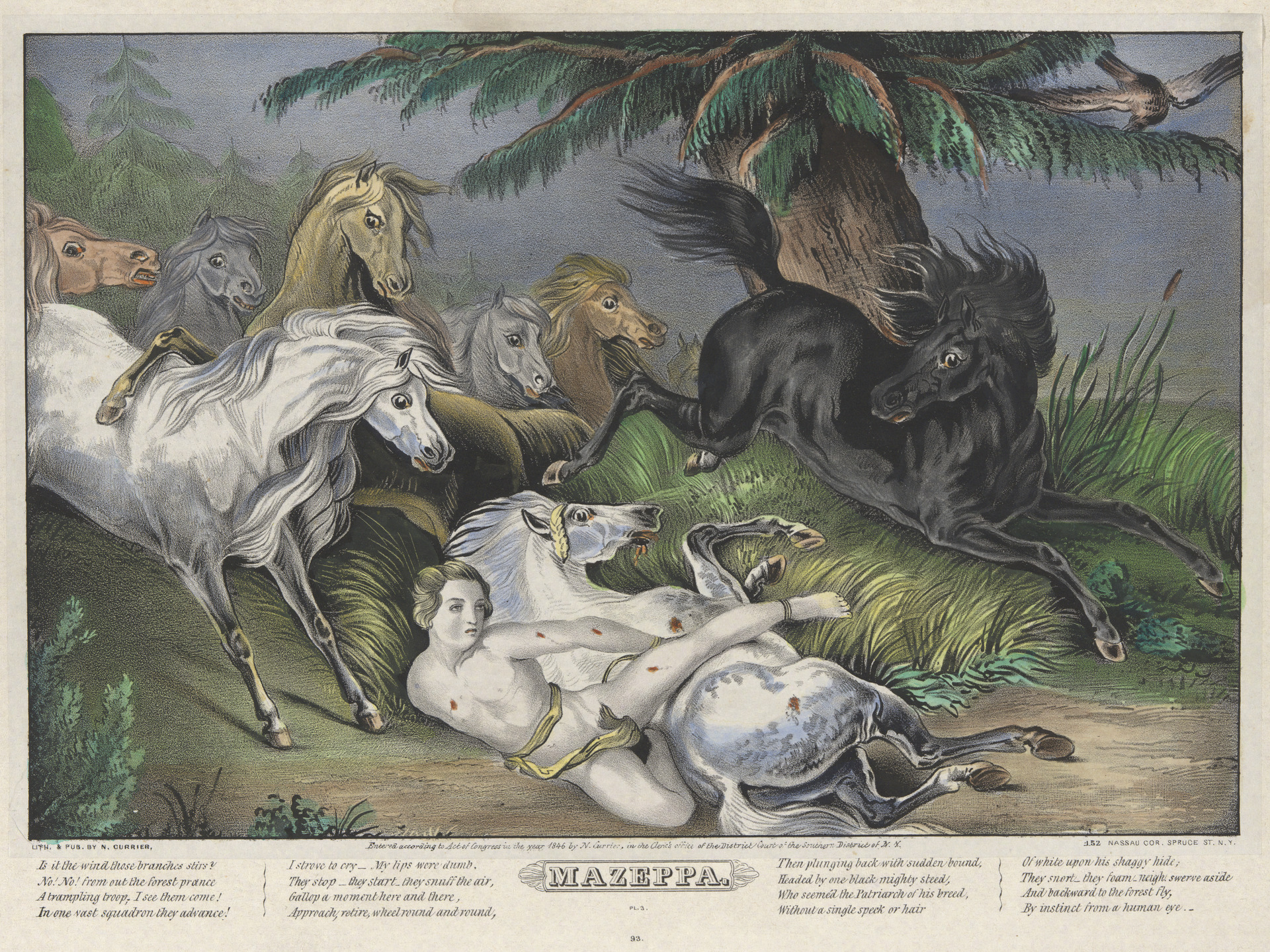
Іван Мазепа в оточенні диких коней, 1846, Натаніель Кюррьє.
Портрет князя Юзефа Понятовського на коні, 1879, Юліуш Коссак.